# XMLHttpRequest
XMLHTTP è un set di API che possono essere usate da JavaScript, JScript, VBScript e altri linguaggi di scripting dei browser per trasferire XML o altri dati da e verso un web server tramite HTTP. Il più grande vantaggio di XMLHTTP è la possibilità di aggiornare dinamicamente una pagina web senza ricaricare l'intera pagina. Viene usato da alcuni siti web per velocizzare applicazioni dinamiche.
Oltre a XML, XMLHTTP può essere usato per prendere dati in altri formati, come JSON o anche testo semplice.
XMLHttpRequest (abbreviato: XHR) è un elemento fondamentale della tecnica di sviluppo web conosciuta con l'acronimo AJAX, ed è utilizzato in molti siti web per implementare applicazioni fruibili via browser dinamiche ed interattive. Una delle prime applicazioni ad utilizzare questo componente è stato il servizio di webmail di Google Gmail, a cui sono seguiti Google Suggest, Meebo, Virtual Earth di MSN e MapQuest.

## Metodi
| Metodo | Descrizione |
| --- | --- |
| abort() | Cancella la richiesta in atto. |
| getAllResponseHeaders() | Restituisce sotto forma di stringa tutti gli header HTTP ricevuti dal server |
| getResponseHeader( nome_header )                                                                                                   | Restituisce il valore dell'header HTTP specificato |
| open( metodo, URL ) open( metodo, URL, async ) open( metodo, URL, async, userName ) open( metodo, URL, async, userName, password ) | Specifica il metodo, l'URL e altri parametri opzionali per la richiesta. Il parametro metodo può assumere valore di "GET", "POST", oppure "PUT" ("GET" è utilizzato quando si richiedono dati, mentre "POST" è utilizzato per inviare dati, specialmente se la lunghezza dei dati da trasmettere è maggiore di 512 byte). Il parametro URL può essere sia relativo che assoluto. Il parametro "async" specifica se la richiesta deve essere gestita in modo asincrono oppure no – "true" significa che lo script può proseguire l'elaborazione senza aspettare la risposta dopo il metodo send(), mentre "false" significa che lo script è costretto ad aspettare una risposta dal server prima di continuare. |
| send( content ) | Invia la richiesta |
| setRequestHeader( chiave, valore)                                                                                                  | Aggiunge la coppia chiave/valore alla richiesta da inviare. |

## Attributi
| Attributo          | Descrizione |
| ------------------ | --- |
| onreadystatechange | Gestore dell'evento lanciato ad ogni cambiamento di stato. |
| readyState         | Restituisce lo stato corrente dell'istanza di XMLHttpRequest: 0 = non inizializzato, 1 = aperto, 2 = richiesta inviata, 3 = risposta in ricezione e 4 = risposta ricevuta. |
| responseText       | Restituisce la risposta del server in formato stringa |
| responseXML        | Restituisce la risposta del server come oggetto Document, che potrà essere esaminato secondo le specifiche DOM del W3C.                                                    |
| status             | Restituisce il codice HTTP restituito dal server (per esempio 404 per "Not Found" e 200 per "OK").                                                                         |
| statusText         | Restituisce lo status in forma di stringa descrittiva (per esempio. "Not Found" oppure "OK").                                                                              |

## Storia
L'oggetto venne originariamente inventato da Microsoft, usato da Internet Explorer 5.0 come oggetto ActiveX, accessibile via JavaScript, VBScript, o qualsiasi altro linguaggio supportato dal browser. Gli sviluppatori di Mozilla implementarono poi una versione compatibile in Mozilla 1.0. Successivamente è stato supportato anche da Apple con Safari 1.2 e da Opera Software con Opera 8.0.
La maggior parte delle pagine ben progettate che usano XMLHTTP sono destinate a nascondere le implementazioni dell'oggetto XMLHTTP incapsulando la sua invocazione con un JavaScript.
Funzionalità simili sono incluse in DOM Livello 3 "Load and Save", già raccomandazione del W3C. A questo indirizzo è possibile trovare le informazioni di compatibilità con tutti i principali browser.
Al momento (2018) è implementato in maniera esauriente in tutti i principali browser. (Safari, Chrome, FireFox, Opera)

## Problemi noti

### La cache di Microsoft Internet Explorer
Il browser di Microsoft implementa una cache per le richieste GET. Gli sviluppatori che non sono abituati al caching non si aspettano che le richieste GET vengano memorizzate, oppure che essa venga ignorata come per il tasto di refresh. In alcune situazioni, non riuscire ad evitare la cache genera problemi al punto di poter essere considerato un bug. Una soluzione a questo è di utilizzare il metodo POST nelle request, che non viene mai memorizzato in cache.
Ci sono diversi modi per cercare di aggirare il problema. Il primo consiste nell'impostare nell'header per la voce "Expires" una data già passata: ciò farà evitare il caching delle risposte. Un esempio in PHP:
```
header
(
 
"Expires: Mon, 26 Jul 1997 05:00:00 GMT"
 
);
  
// disable IE caching

header
(
 
"Last-Modified: "
 
.
 
gmdate
(
 
"D, d M Y H:i:s"
 
)
 
.
 
" GMT"
 
);
 

header
(
 
"Cache-Control: no-cache, must-revalidate"
 
);
 

header
(
 
"Pragma: no-cache"
 
);

header
(
 
"Expires: -1"
,
 
false
 
);

```

Invece nelle Java Servlet:
```
response
.
setHeader
(
 
"Pragma"
,
 
"no-cache"
 
);

response
.
addHeader
(
 
"Cache-Control"
,
 
"must-revalidate"
 
);

response
.
addHeader
(
 
"Cache-Control"
,
 
"no-cache"
 
);

response
.
addHeader
(
 
"Cache-Control"
,
 
"no-store"
 
);

response
.
setDateHeader
(
"Expires"
,
 
0
);

```

In alternativa è possibile costringere l'oggetto XMLHttpRequest ad effettuare la richiesta nel seguente modo:
```
req
.
open
(
 
"GET"
,
 
"xmlprovider.php"
 
);

req
.
setRequestHeader
(
 
"If-Modified-Since"
,
 
"Sat, 1 Jan 2000 00:00:00 GMT"
 
);

req
.
send
(
 
null
 
);

```

Un ultimo metodo è di aggiungere una stringa casuale alla fine dell'URL nella richiesta HTTP, facendo credere quindi al browser di richiedere una pagina diversa:
```
req
.
open
(
 
"GET"
,
 
"xmlprovider.php?sid="
 
+
 
Math
.
random
());

```

È importante notare che le tecniche mostrate dovrebbero essere utilizzate solo quando il caching risulta essere inappropriato e da evitare. Se questi metodi fossero usati indiscriminatamente, l'applicazione potrebbe risentirne in termini di prestazioni.

### Problemi con caratteri non ASCII
Se la risposta del server non è in formato XML, il responseText potrebbe non funzionare correttamente mentre si utilizzano i caratteri non-ASCII, per esempio le lettere accentate come «è». Mentre Firefox gestisce correttamente questi dati e visualizza il carattere incriminato, Internet Explorer lo gestirà correttamente alla prima richiesta (anche se potrebbero esserci dei problemi). Se la richiesta viene ripetuta ed il browser di Microsoft utilizza un risultato memorizzato in cache, allora genererà un errore JavaScript.
L'utilizzo di risposte XML e del metodo responseXML permette di far funzionare tutto correttamente con qualsiasi carattere UTF-8.
In alternativa il problema può essere risolto settando il charset adeguato nella pagina a cui viene effettuata la richiesta, in modo che il testo di risposta sia prodotto nella giusta codifica fin dall'inizio.

### Riutilizzare l'oggetto XMLHttpRequest in IE
In Internet Explorer, se il metodo open viene chiamato dopo aver associato la callback onreadystatechange, ci sarà un problema nel riutilizzo dell'oggetto XHR. Per essere in grado di riutilizzare correttamente l'oggetto XHR, utilizzare il metodo open prima e impostare onreadystatechange dopo. Questo capita perché IE resetta implicitamente l'oggetto nel metodo open se lo stato risulta essere completed.
Chiamare il metodo open dopo aver settato la callback causa una perdita di compatibilità tra i diversi browser per i readystates.

### Supporto Cross Browser
Gli sviluppatori Microsoft furono i primi ad includere l'oggetto XMLHttp nel loro MSXML ActiveX control. Gli sviluppatori del progetto Open Source Mozilla crearono la loro versione di XmlHttp, non come un controllo ActiveX ma come un oggetto nativo nel browser, con il nome di XMLHttpRequest. Opera e Safari hanno sviluppato un oggetto simile, più vicino all'implementazione Mozilla. Per creare librerie JavaScript portabili è necessario includere diversi controlli per utilizzare l'oggetto XMLHttp appropriato.
Dalla versione 7, Internet Explorer supporta nativamente XMLHttpRequest.